# Andrzej Pęczak
Andrzej Pęczak (ur. 10 marca 1951 w Łodzi) – polski polityk, działacz PZPR, wojewoda łódzki (1994–1997), wiceminister skarbu państwa (1997), poseł na Sejm III i IV kadencji, poseł do Parlamentu Europejskiego V kadencji.

## Życiorys

### Wykształcenie
Ukończył VIII Liceum Ogólnokształcące im. Adama Asnyka w Łodzi oraz studia na Wydziale Inżynierii Chemicznej Politechniki Łódzkiej, uzyskując tytuł zawodowy magistra inżyniera. Uzyskał następnie stopień naukowy doktora nauk ekonomicznych na Wydziale Organizacji i Zarządzania Akademii Nauk Społecznych przy KC Komunistycznej Partii Związku Radzieckiego w Moskwie.

### Działalność polityczna
Jako pracownik Zakładów Przemysłu Bawełnianego „Maltex”. został wybrany na sekretarza zakładowego oddziału Związku Socjalistycznej Młodzieży Polskiej. Równolegle działał też w wojewódzkich władzach Związku Harcerstwa Polskiego. Był sekretarzem komisji zarządu oddziału łódzkiego ZSMP oraz zastępcą komendanta Chorągwi Łódzkiej ZHP.
W 1971 wstąpił do Polskiej Zjednoczonej Partii Robotniczej, pozostając w niej do czasu rozwiązania partii. Od 1981 do 1989 był I sekretarzem komitetu zakładowego w Łódzkich Zakładach Radiowych Fonica. Po rozwiązaniu PZPR został członkiem założycielem Socjaldemokracji RP.
W 1989 w wyborach kontraktowych bezskutecznie kandydował do Senatu jako niezależny, będąc jednocześnie członkiem Komitetu Wojewódzkiego PZPR. W 1991 i 1993 ponownie bez powodzenia z ramienia Sojuszu Lewicy Demokratycznej startował w wyborach parlamentarnych. W pierwszej połowie lat 90. pracował w spółkach prawa handlowego.
Po przejęciu władzy przez koalicję SLD-PSL został w 1994 mianowany wojewodą łódzkim. W okresie sprawowania tej funkcji podjął inicjatywę powstania Łódzkiej Specjalnej Strefy Ekonomicznej oraz ustanowił Medal Honorowy za Zasługi dla Województwa Łódzkiego. W 1997 krótko pełnił funkcję sekretarza stanu w Ministerstwie Skarbu Państwa. W tym samym roku po raz pierwszy uzyskał mandat posła na Sejm III kadencji, kandydując z listy Sojuszu Lewicy Demokratycznej. W latach 1998–2000 zasiadał także w sejmiku łódzkim. W 1999 objął stanowisko przewodniczącego rady wojewódzkiej przekształconego w partię Sojuszu Lewicy Demokratycznej.
W wyborach parlamentarnych w 2001 został ponownie wybrany do Sejmu z okręgu sieradzkiego z listy koalicji SLD-UP. W tym samym roku został wiceprzewodniczącym klubu parlamentarnego SLD. Od 2001 do listopada 2004 sprawował funkcję przewodniczącego Komisji do Spraw Kontroli Państwowej. Od maja do lipca 2004 był posłem do Parlamentu Europejskiego. W wyborach w 2005 nie ubiegał się o reelekcję. W 2009 został właścicielem spółki prowadzącej hotel w Sokolnikach.

### Postępowania sądowe
W 2003 utracił stanowisko przewodniczącego wojewódzkich struktur SLD po ujawnieniu afery w Wojewódzkim Funduszu Ochrony Środowiska. W maju 2004 prokurator przedstawił mu zarzut defraudacji ponad 42 milionów zł z tego funduszu, jednak nie został mu wówczas uchylony immunitet.
W listopadzie tego samego roku prokurator skierował ponowny wniosek do Sejmu o uchylenie posłowi immunitetu w związku ze sprawą płatnej protekcji i przyjęcia łapówki od Marka Dochnala w formie m.in. użyczenia luksusowego samochodu marki Mercedes-Benz klasa S o wartości prawie 300 tys. zł. 19 listopada 2004 odbyło się głosowanie w tej sprawie, w którym uwzględniono wniosek. Równolegle Andrzej Pęczak został wykluczony z partii i klubu parlamentarnego SLD oraz utracił funkcję przewodniczącego komisji sejmowej. W tym samym dniu poseł został zatrzymany i następnie tymczasowo aresztowany, stając się pierwszym w III RP parlamentarzystą sprawującym mandat i jednocześnie pozbawionym wolności. 5 stycznia 2007 środek ten został uchylony po uiszczeniu 400 tys. zł poręczenia majątkowego.
W procesie karnym dotyczącym działalności WFOŚiGW Andrzej Pęczak w styczniu 2009 został w pierwszej instancji skazany na karę 4 lat pozbawienia wolności. W styczniu 2011 Sąd Apelacyjny zmniejszył tę karę do 3 lat i 8 miesięcy pozbawienia wolności. Ponadto w 2011 został skazany na karę grzywny za usunięcie składników majątku zajętych tytułem zabezpieczenia majątkowego. Proces dotyczący zarzutów przyjmowania i żądania łapówek od Marka Dochnala w pierwszej instancji zakończył się w styczniu 2014 – Sąd Rejonowy w Pabianicach skazał Andrzeja Pęczaka na karę 3 lata pozbawienia wolności i grzywnę, orzekając również przepadek równowartości uzyskanych korzyści majątkowych.